# Alberto Paradossi
Alberto Paradossi (Lucca, 7 dicembre 1989) è un attore italiano.

## Biografia
Alberto Paradossi nasce a Lucca il 7 dicembre 1989. Formatosi alla scuola di recitazione presso il centro sperimentale di cinematografia, inizia la propria carriera attoriale nel teatro, recitando in commedie di autori come Theresa Rebeck e Neil LaBute.
Dopo essere approdato anche al cinema recitando ruoli secondari in film come Il nostro ultimo e La ragazza nella nebbia, nel 2020 prende parte al film di Gianni Amelio Hammamet, in cui interpreta il figlio del presidente Craxi. Nello stesso anno recita inoltre nel film per la televisione Permette? Alberto Sordi, dove interpreta Federico Fellini.
Dal 2022 è nel cast della serie TV Studio Battaglia.
Nel 2024 è protagonista del film di Neri Marcorè Zamora.

## Filmografia

### Cinema

#### Lungometraggi
- La ragazza nella nebbia, regia di Donato Carrisi (2017)
- Hammamet, regia di Gianni Amelio (2020)
- Maschile singolare, regia di Alessandro Guida e Matteo Pilati (2021)
- Supereroi, regia di Paolo Genovese (2021)
- Zamora, regia di Neri Marcorè (2023)

#### Cortometraggi
- Johnny T., regia di Tommaso Landucci (2011)
- Invisibile, regia di Ludovico Di Martino (2014)
- Super Loser, regia di Domenico Croce (2017)
- Rocky, regia di Daniele Pini (2017)
- Da cosa nasce cosa, regia di Francesco Bruni (2017)
- Anne, regia di Domenico Croce e Stefano Malchiodi (2019)
- L'ultimo fascista, regia di Giulia Magda Martinez (2020)

### Televisione
- AUS: Adotta uno studente - web serie, 1 episodio (2015)
- Romanzo famigliare - serie TV, regia di Francesca Archibugi (2018)
- Permette? Alberto Sordi - film TV, regia di Luca Manfredi (2020)
- Guida astrologica per cuori infranti - serie TV (2021-2022)
- The Net - Gioco di squadra - miniserie TV, regia di Volfango De Biasi e Lorenzo Sportiello (2022-2023)
- Studio Battaglia - serie TV (2022-2024)